# جمهوری اول یونان
جمهوری نخست یونان (به یونانی: Αʹ Ελληνική Δημοκρατία) دولتی موقتی در زمان جنگ استقلال یونان علیه امپراتوری عثمانی بود. این جمهوری دموکراتیک به پادشاهی مشروطه یونان تبدیل شد که آن هم در قرن ۲۰، منجر به تشکیل جمهوری دوم و سوم یونان گشت.